# موقع تعارف
مواقع التعارف هي نوع من مواقع الوب توفر خدمة التعارف بين الأفراد. وتعتبر مواقع التعارف كظاهرة في عالم الإنترنت وفي البداية ظهرت تحت عنوان ملتقى بنات وشباب بهدف التعرف على بعض عن طريق المحادثة، المشاركة بمجالات اهتمام، صور، أفلام وغيرها.
يمكن تصنيف مواقع التعارف إلى نوعين:
- مواقع إقليمية أو عالمية: يهدف إلى ملاقاة أناس من مختلف أنحاء العالم ومن دول مختلفة بدون أن يكون هناك أي تحديد لنوع العلاقة بين الأعضاء، حيث يغلب طابع تبادل الأراء بين أشخاص من ثقافات وذوي خلفيات متنوعة، التسلية وتمضية الوقت عن طريق تبادل الصور والأفلام أو بمجرد التنقل بين صفحات الموفع. أكبر مثالان على هذا النوع من المواقع هما فيسبوك وماي سبيس الشهيران.
- مواقع محلية: مواقع ذات أهداف أوضح حيث ينتمي الأعضاء إلى نفس البلد أو الوطن حبث بأخذ التعارف بحد ذاته معنى وحيزا اٌخران لدى الأعضاء، فيكون احتمال تطور التعرف إلى علاقة جدية ومثمرة عال جدا كأي وسيلة تقليدية.

## مواقع تعارف في العالم العربي
يشهد عالم الإنترنت في العالم العربي طفرة مواقع تعارف مما يزيد من البلبلة لدى المستخدمين، وعادة ما تكون مواقع فقيرة المحتوى ومأخوذة عن مواقع أجنبية بدون أي أدنى رعاية في التصميم أو حتى الترجمة ولا تخضع لنظام مراقبة لمنع المضايقات من قبل الإدارة.
التعارف عن طريق الإنترنت هو مرحلة أولية للتعارف، ومن المفروض أن يأتي بعدها مراحل أخرى كاللقاء في مكان عام أو اللقاء في بيت الفتاة وغيرها.. بمعنى آخر، يشكل الموقع مصدر تعارف على أشخاص غير موجودين في إطار العمل والحياة اليومية